# Bomaanslagen in Mumbai op 11 juli 2006

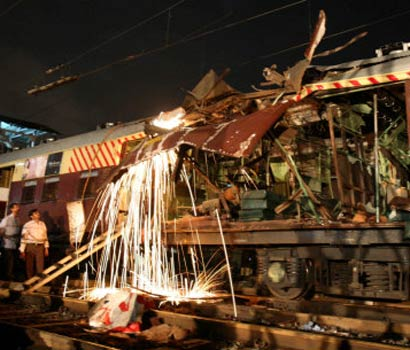
Reddingswerkers maken een opening in een verwoeste wagon

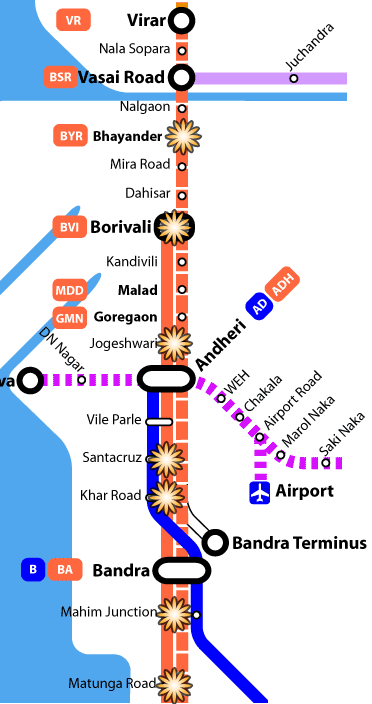
Locatie van de bomaanslagen

De bomaanslagen in Mumbai van 11 juli 2006 waren een reeks terroristische aanslagen, gepleegd met behulp van bommen. Op 11 juli 2006, rond 18:30 lokale tijd, ontploften in Mumbai zeven bommen op volgepakte treinen. Deze bommen in de financiële hoofdstad van India en enkele voorsteden ervan hebben het leven gekost aan zeker 200 treinreizigers.

## Details
| Slachtoffers van de bomaanslagen van 11 juli in Mumbai |       |          |
| Locatie                                                | Doden | Gewonden |
| Mahim                                                  | 30    | 27       |
| Borivali                                               | 30    | 12       |
| Jogeshwari                                             | 30    | 16       |
| Khar Road                                              | 29    | 14       |
| Matunga Road                                           | 25    | 23       |
| Mira Road                                              | 10    | -        |
| Santacruz                                              | 29    | 39       |
| Totaal                                                 | 183   | 500      |

De bommen werden geplaatst op treinen aan de westelijke kant van het treinnetwerk. De eerste ontploffing gebeurde om 18:30 IST, tijdens het daaropvolgende uur ontploften de overige bommen. De bommen waren in de eersteklascompartimenten van de treinen geplaatst, en ontploften dicht bij de stations van Matunga Road, Khar Road, Santacruz, Jogeshwari, Borivali en Bhayandar.

## Reactie
Als reactie op de bomaanslagen werden alle stations in de miljoenenstad afgesloten. Dit had ingrijpende gevolgen, want dagelijks maken zo'n vijf miljoen mensen gebruik van het openbaar vervoer.
De politie en de veiligheidstroepen werden in opperste staat van paraatheid gebracht.

## Daders
In september 2015 werden twaalf mensen veroordeeld in verband met deze aanslagen. Vijf mannen werden ter dood veroordeeld en de overige zeven kregen levenslang. Volgens de openbaar aanklager betrof het leden van de Students Islamic Movement of India (SIMI) die hulp hadden gekregen van de Pakistaanse militante groep Lashkar-e-Taiba. Een andere terroristische groep, de Indiase Moedjahedien, had volgens de aanklager in 2006 de aanslagen opgeëist om verwarring te zaaien. In de maanden na de aanslag had de Indiase politie de schuld bij de Pakistaanse geheime dienst gelegd, wat de vredesbesprekingen tussen India en Pakistan enige maanden had opgehouden.